# 小猪殃殃
小猪殃殃（学名：Galium trifidum var. modestum）为茜草科拉拉藤属下的一个变种。

## 扩展阅读
- 維基物種上的相關：小猪殃殃